# AST-500

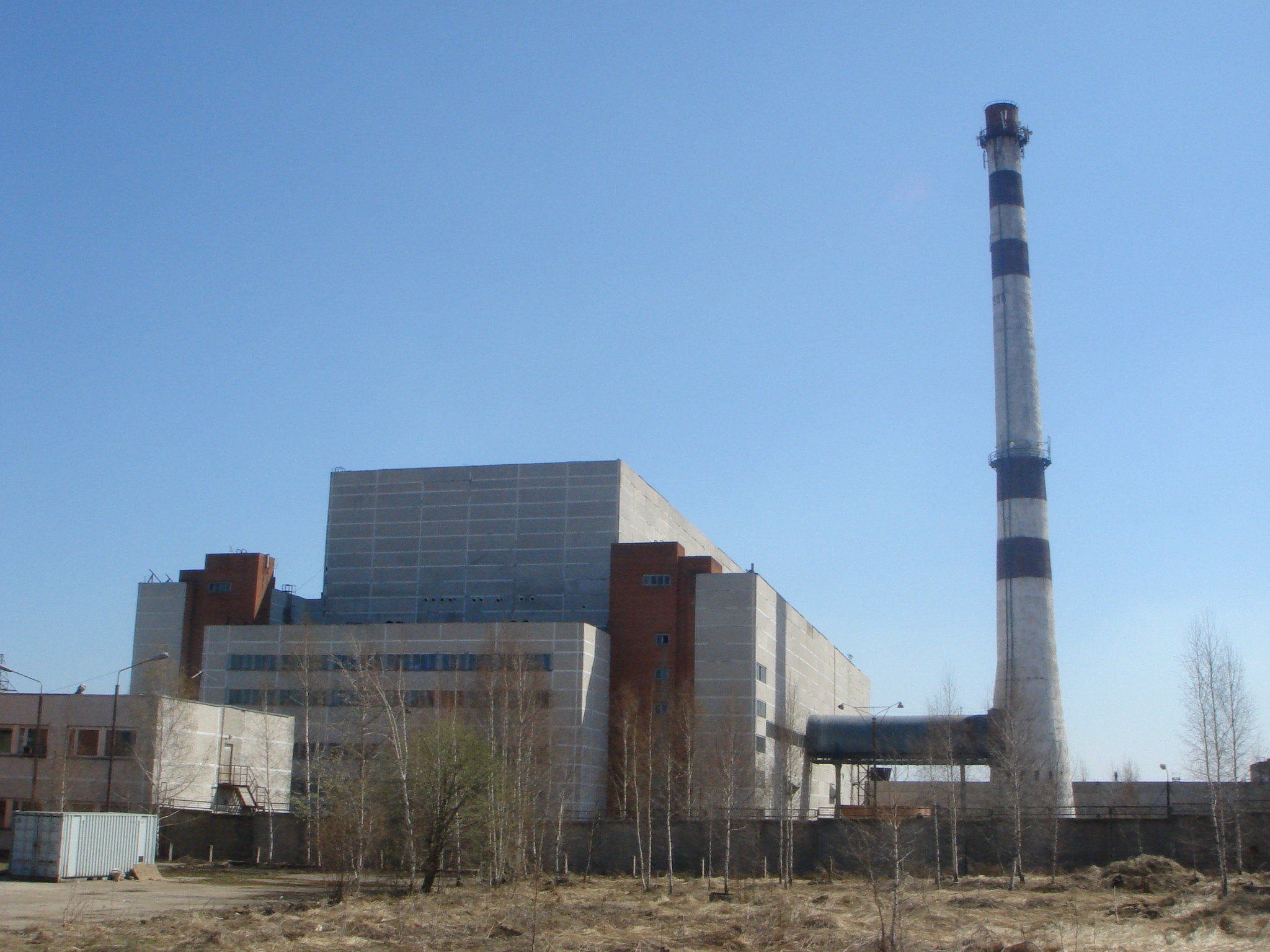
Jaderná teplárna Gorky se dvěma reaktory AST-500

AST-500 (rusky ACT – атомная станция теплоснабжения) je typ sovětského varného reaktoru s tepelným výkonem 500 MW vyvinutý pro použití v teplárnách na jaderný pohon určených pro dálkové vytápění.
Od reaktoru AST-500 se odvíjí menší AST-300, který byl určen pro export a jediný rozdíl spočíval ve velikosti aktivní zóny.
Žádný reaktor tohoto typu nebyl nikdy dokončen.

## Design a vývoj
Reaktor AST-500 byl vyvinut v roce 1980 kompletně v Sovětském svazu a byl určen výhradně k dálkovému vytápění pro velká města ve velkém měřítku. Reaktor měl některé podivuhodně nezvyklé vlastnosti a bezpečnostní kritéria:
- Co nejmenší tlak v primárním okruhu a snížený účinek moderátoru v aktivní zóně reaktoru za účelem snížení pravděpodobnosti havárie.
- Chlazení s přirozenou cirkulací v primárním okruhu pro další zvýšení efektivního chlazení.
- Dvojitá tlaková nádoba reaktoru, která měla minimalizovat riziko poškození palivových souborů a snížit ionizující záření v kontejnmentu.
- Tři okruhy, které mají zabránit pronikání radioaktivního materiálu do sítě dálkového vytápění a ke spotřebitelům tepla.

| Technické specifikace       | AST-500        | AST-300    |
| --------------------------- | -------------- | ---------- |
| Tepelný výkon               | 500 MWt        | 300 MWt    |
| Tlak v reaktoru             | 1,6 až 2,0 MPa | 2,0 MPa    |
| Počet palivových souborů    | 121            | 85         |
| Tlak v primárním okruhu     | 2 MPa          | 2 MPa      |
| Teplota primárního okruhu   | 208 °C         | 393/471 °C |
| Tlak sekundárního okruhu    | 1,2 MPa        | –          |
| Teplota sekundárního okruhu | 160 °C         | –          |
| Životnost                   | asi 45 let     | asi 45 let |

## Projekty

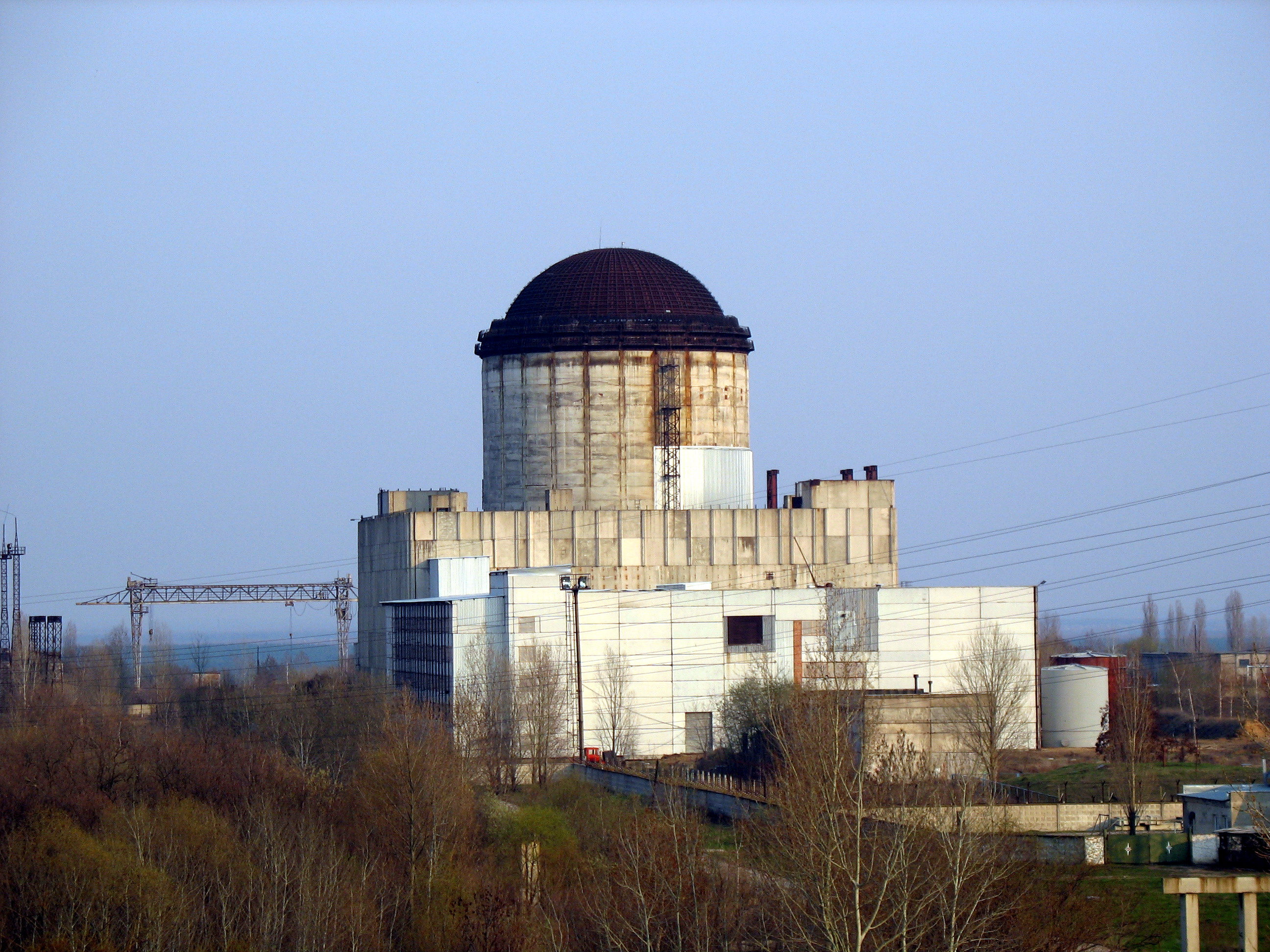
Jeden z bloků Voroněžská jaderné teplárny. Druhý reaktor je v nižším stádiu stavby a není vidět

Již od začátku vývoje bylo plánováno, že s reaktorem AST bude vystavěno nejméně 35 jaderných tepláren ve větších městech, zejména v Sovětském svazu, Berlíně, Ostravě, Bratislavě a dalších.
Jediné dva projekty, které byly vypracovány a začala na základě nich výstavba, jsou Voroněž a Gorky. Výstavba těchto tepláren začala na počátku 80. let, každý s dvěma takovými reaktory. Po roce 1990 byla stavba nejprve zastavena a po roce 1993 na základě referenda konaném ve Voroněži zrušena. Existovaly sice plány v roce 1996 na obnovení projektu AST, ale ty se neuskutečnily a v roce 2020 byly obě nedokončené teplárny zdemolovány.
V 21. století také existovaly plány na využití součástí z Gorky v Tomsku, ale tyto plány také nebyly realizovány.

## Tabulka dříve zamýšlených reaktorů (státy dle dnešních platných hranic)
V tabulce nejsou uvedeny státy, které o výstavbě AST reaktorů pouze rozmýšlely - Polsko, Lotyšsko, Bělorusko, Čína
| Stát      | Reaktor            | Typ reaktoru |
| --------- | ------------------ | ------------ |
| Bulharsko | Sofie-1            | AST-500      |
| Bulharsko | Sofie-2            | AST-500      |
| Slovensko | Pezinok-Šenkvice-1 | AST-500      |
| Slovensko | Pezinok-Šenkvice-2 | AST-500      |
| Česko     | Radotín-1          | AST-300      |
| Česko     | Radotín-2          | AST-300      |
| Česko     | Plzeň-1            | AST-200      |
| Česko     | Plzeň-2            | AST-200      |
| Česko     | Plzeň-3            | AST-200      |
| Česko     | Nošovice-1         | AST-300      |
| Česko     | Nošovice-2         | AST-300      |
| Německo   | Woltersdorf        | AST-500      |
| Německo   | Woltersdorf        | AST-500      |
| Německo   | Kmehlen            | AST-500      |
| Německo   | Kmehlen            | AST-500      |
| Německo   | Blumberg           | AST-500      |
| Německo   | Blumberg           | AST-500      |
| Rusko     | Voroněž            | AST-500      |
| Rusko     | Voroněž            | AST-500      |
| Rusko     | Vladivostok        | AST-500      |
| Rusko     | Vladivostok        | AST-500      |
| Rusko     | Seversk            | AST-500      |
| Rusko     | Seversk            | AST-500      |
| Rusko     | Ivanovo            | AST-500      |
| Rusko     | Ivanovo            | AST-500      |
| Rusko     | Gorky              | AST-500      |
| Rusko     | Gorky              | AST-500      |
| Rusko     | Chabarovsk         | AST-500      |
| Rusko     | Chabarovsk         | AST-500      |
| Rusko     | Archangelsk        | AST-500      |
| Rusko     | Archangelsk        | AST-500      |